# Crumar
Crumar – włoskie przedsiębiorstwo działające w latach 70.-80., produkujące syntezatory. Nazwa pochodzi od nazwiska jego założyciela - Mario Crucianelliego.
Instrumenty tej marki stawiane są na równi z syntezatorami Mooga. Znaczenie może mieć fakt, iż jednym z projektantów modelu Spirit, oprócz Jima Scotta i Toma Rhea był sam Robert Moog. Model DS-2 okazjonalnie wykorzystywany był przez muzyka jazzowego, Sun Ra. Natomiast z modelu Performer korzystali m.in. Nick Rhodes oraz Gilles Snowcat.

## Produkty
- 1978 - DS-2
- 1979 - Performer
- 1983 - Spirit
- 1984 - Bit 99
- 1984 - Bit One
- 1985 - Bit-01